# Mnatsakan Iskandarjan
Mnatsakan Iskandarjan (armeniska: Մնացական Իսկանդարյան), född den 17 maj 1967 i Leninakan i Armeniska SSR, Sovjetunionen, är en rysk brottare som tog OS-guld i welterviktsbrottning i den grekisk-romerska klassen 1992 i Barcelona. Han har armeniskt ursprung.